# 小行星17856
小行星17856（17856 Gomes）是一颗绕太阳运转的小行星，为主小行星带小行星。该小行星于1998年5月18日发现。

## 轨道参数
小行星17856的轨道半长轴为2.6804516 UA，离心率为0.043。